# هوغو هوفستيتر
هوغو هوفستيتر (بالفرنسية: Hugo Hofstetter)‏ (و. 1994  م) هو راكب دراجة هوائية فرنسي.

## سجل الفوز

### سباقات أو مراحل فاز بها
| التاريخ        | السباق                                   | المركز                      |
| -------------- | ---------------------------------------- | --------------------------- |
| 31 مايو 2015   | Paris–Roubaix Espoirs 2015               | الثالث في التصنيف العام     |
| 28 يناير 2016  | تروفيو سيس سالينس 2016                   | المرتبة 11 في التصنيف العام |
| 05 فبراير 2017 | نجم بسجس 2017                            | التاسع في تصنيف أفضل شاب    |
| 18 مارس 2017   | لوار أتلانتيك الكلاسيكي 2017             | الثالث في التصنيف العام     |
| 17 أبريل 2017  | ترو-برو ليون 2017                        | العاشر في التصنيف العام     |
| 01 يناير 2018  | طواف أوروبا للدراجات 2018                | الفائز في التصنيف العام     |
| 01 يناير 2018  | كأس فرنسا لركوب الدراجات على الطريق 2018 | الفائز في التصنيف العام     |
| 11 فبراير 2018 | طواف ألميريا 2018                        | الرابع في التصنيف العام     |
| 14 مارس 2018   | سباق نوكير كويرز 2018                    | الثالث في التصنيف العام     |
| 18 مارس 2018   | جائزة دينين الكبرى 2018                  | الثاني في التصنيف العام     |
| 21 مارس 2018   | ثلاثة أيام من دي بان 2018                | الثامن في التصنيف العام     |
| 01 سبتمبر 2019 | غروت بريجس جيف شيرنز 2019                |                             |
| 03 مارس 2020   | لو سامين 2020                            | الفائز في التصنيف العام     |
| 15 مايو 2022   | ترو-برو ليون 2022                        | الفائز في التصنيف العام     |

## روابط خارجية
- هوغو هوفستيتر على موقع الاتحاد الدولي للدراجات (الإنجليزية)
- هوغو هوفستيتر على موقع أرشيف الدراجات (الإنجليزية)
- هوغو هوفستيتر على موقع إحصائيات الدراجات الإحترافية (الإنجليزية)
- هوغو هوفستيتر على موقع نسبة الدراجات (الإنجليزية)
- هوغو هوفستيتر على موقع CycleBase (الإنجليزية)